# Henry Cowell
Henry Cowell (født 11. marts 1897 Menlo Park, Californien, død 10. december 1965 i Shady, New York, USA) var en amerikansk komponist, musikteoretiker, pianist, lærer og impresario.
Cowell hører til blandt de ledende avantgardister, og har undervist mange af eftertidens komponister i USA. Han var inspireret af Bela Bartok, og videreførte dennes stil f.eks. i klaverstykker, i 1923 et stykke klavermusik hvor der spilles direkte på klaverets strenge. Denne måde at bruge klaveret på inspirerede Hans elev John Cage til at anvende klaveret som det præparerede klaver. Cowell var eksperimentalist, og blandede atonal stil med polyfonske og polyrytmiske ting. Han arbejdede en del med clustertoner i sin musik, som gav en speciel lyd og stil. Cowell har komponeret i alle genrer indenfor den klassiske musik, bl.a. 21 symfonier, klaverstykker og mange orkesterværker.

## Udvalgte værker
- Symfoni nr. 1 (1918, Rev. 1922, og 1940) - for orkester
- Symfoni nr. 2 Anthropos (1938) - for orkester
- Symfoni nr. 3 Gaelisk (1942) - for band og strygeorkester
- Symfoni nr. 4 Kort symfoni (1946) - for orkester
- Symfoni nr. 5 (1948) - for orkester
- Symfoni nr. 6 (1952) - for orkester
- Symfoni nr. 7 (1952) - for orkester
- Symfoni nr. 8 (1952) - for blandet kor og valgfri kontraalt, solo og orkester.
- Symfoni nr. 9 (1953) - for orkester
- Symfoni nr. 10 (1953) - for kammerorkester
- Symfoni nr. 11 Syv ritualer af musik' (1953) - for orkester
- Symfoni nr. 12 Pere Marquette (1956) - for orkester
- Symfoni nr. 13 Madras (1958) - for orkester
- Symfoni nr. 14 (1960) - for orkester
- Symfoni nr. 15 Speciale (1960) - for orkester
- Symfoni nr. 16 Islandsk (1962) - for orkester
- Symfoni nr. 17 Lancaster (1962) - for orkester
- Symfoni nr. 18 (1964) - for orkester
- Symfoni nr. 19 (1965) - for orkester
- Symfoni nr. 20 (1965) - for orkester
- Symfoni nr. 21 (1965) (skitser afsluttet af Lou Harrison) - for orkester
- Persisk Set (1957) - for 12 instrumenter
- Hyldest til Iran (1957) - for orkester
- Harpekoncert Den aeolske harpe (1923) - for harpe og orkester
- Kotokoncert (1964) - for koto og orkester
- Tides of Manaunaun (første cluster værk) (1912) - for klaver